# Martha Beatrice Webb
Martha Beatrice Webb (Gloucestershire, 22 gennaio 1858 – Liphook, 30 aprile 1943) è stata un'economista, sociologa e femminista britannica, tra i fondatori della London School of Economics, diede un notevole contributo alle teorie politiche ed economiche del movimento cooperativo inglese e svolse un ruolo cruciale nella formazione della Fabian society. Inoltre, fu autrice di diversi libri popolari, il più notevole dei quali è The Cooperative Movement in Great Britain and Industrial Democracy, scritto insieme a suo marito Sidney Webb ed in cui venne coniato il termine "contrattazione collettiva" come un modo per discutere il processo di negoziazione tra un datore di lavoro e un sindacato Fu fra i membri che pubblicarono il rapporto della Commission on the Poor Law (1905-1909).
Come femminista e riformatrice sociale, criticò l'esclusione delle donne da varie occupazioni e fece una campagna per la sindacalizzazione delle lavoratrici, spingendo per una legislazione che consentisse orari e condizioni migliori. Nel 1913 fondò, sempre insieme a suo marito, la rivista New Statesman, a cui collaboreranno fra gli altri George Bernard Shaw e John Maynard Keynes.

## Biografia
Beatrice Webb nacque a Standish House nel villaggio di Standish, nel Gloucestershire. Era la più giovane di nove figlie dell'uomo d'affari Richard Potter e di Laurencina Heyworth, figlia di un mercante di Liverpool; [4] Laurencina fu amica per un certo periodo della prolifica scrittrice vittoriana Margaret Oliphant durante gli anni 1840. Entrambe le donne stavano facendo campagna elettorale a Liverpool in quel periodo. Suo nonno paterno era il deputato del Partito Liberale Richard Potter (1778-1842), co-fondatore del Little Circle, che fu fondamentale nella creazione del Reform Act 1832.
Ebbe un carattere molto irrequieto e indipendente, e svolse varie attività. Lavorare per un certo periodo nelle aziende del padre la aiutò a conoscere il mondo degli affari. A volte si finse anche un'operaia per comprendere meglio il funzionamento dell'economia industriale.
A Londra, lavorò con suo cugino, Charles Booth, un riformatore sociale con il quale fece ricerche sulle condizioni della classe operaia in questa città, in particolare nei moli dell'East End e nelle officine tessili. Beatrice ha imparato a combinare correttamente l'osservazione personale con il metodo statistico nell'analisi della realtà.
Fin dalla tenera età Webb fu autodidatta e citò come importanti influenze il movimento cooperativo e il filosofo Herbert Spencer. Dopo la morte della madre nel 1882, fece da padrona di casa e compagna per il padre. Nel 1882 iniziò una relazione con il politico radicale Joseph Chamberlain, rimasto due volte vedovo, all'epoca ministro del gabinetto nel secondo governo di William Gladstone. Non accettava il suo bisogno di indipendenza come donna e dopo quattro anni di "tempesta e stress" la loro relazione fallì. 
Il matrimonio nel 1892 con Sidney Webb stabilì una "partnership" di cause condivise per tutta la vita. All'inizio del 1901, Webb scrisse che lei e Sidney erano "ancora in luna di miele e ogni anno rende la nostra relazione più tenera e completa".